# Thorkild Thyrring
Thorkild Thyrring (ur. 24 października 1946 roku w Kopenhadze) – duński kierowca wyścigowy.

## Kariera
Thyrring rozpoczął karierę w wyścigach samochodowych w 1973 roku od startów w Europejskim Pucharze Formuły Ford, gdzie jednak nie zdobywał punktów. W późniejszych latach Duńczyk pojawiał się także w stawce Brytyjskiej Formuły 3 BARC, Włoskiej Formuły 3, Europejskiej Formuły 3, Szwedzkiej Formuły 3, Brytyjskiej Formuły 3 BRDC Vandervell, Dutch Sports 2000 Championship, Skandynawskiej Formuły 3, FIA World Endurance Championship, World Sports-Prototype Championship, 24-godzinnego wyścigu Le Mans, British Touring Car Championship, Global GT Championship, British GT Championship, International Sports Racing Series, Sports Racing World Cup, Danish Touringcar Championship, Le Mans Endurance Series oraz Le Mans Series.

## Wyniki w 24h Le Mans
| Rok  | Zespół                              | Partnerzy                      | Samochód                       | Klasa | Okr. | Poz. | Klasa Pos. |
| ---- | ----------------------------------- | ------------------------------ | ------------------------------ | ----- | ---- | ---- | ---------- |
| 1993 | Lotus Sport Chamberlain Engineering | Yōjirō Terada Peter Hardman    | Lotus Esprit S300              | GT    | 92   | NU   | NU         |
| 1994 | Lotus Sport Chamberlain Engineering | Klaas Zwart Andreas Fuchs      | Lotus Esprit S300              | GT2   | 28   | NU   | NU         |
| 1995 | Agusta Racing Team                  | Almo Coppelli Patrick Bourdais | Callaway Corvette Supernatural | GT2   | 96   | NU   | NU         |
| 2005 | Sebah Automotive Ltd.               | Lars-Erik Nielsen Pierre Ehret | Porsche 911 GT3-RSR            | GT2   | 2003 | 19   | 6          |
| 2006 | Sebah Automotive Ltd.               | Christian Ried Xavier Pompidou | Porsche 911 GT3-RSR            | GT2   | 2003 | 19   | 6          |